# サミュエル・メレディス
サミュエル・メレディス（Samuel Meredith, 1741年 - 1817年2月10日）は、アメリカ合衆国の実業家。アメリカ独立戦争において大陸軍の准将を務めた。また1786年から1788年まで大陸会議の代表を務めた。

## 生涯

### 青年期
1741年、サミュエル・メレディスはフィラデルフィアにおいてリース・メレディス (Reese Meredith) とマーサ・カーペンター・メレディス (Martha Carpenter Meredith) の息子として誕生した。
1759年、サミュエル・メレディスはロバート・リッチー、ジョージ・クライマー、そして父親のリース・メレディスとともに共同で資金を出し合い、貿易商社「メレディス・アンド・クライマー」を設立した。レディス・アンド・クライマー社は順調に売り上げを伸ばし、間もなくペンシルベニア最大の商社に成長した。

### 独立戦争での貢献
メレディスは1765年にフィラデルフィアの輸入管理官として公職に就いた。メレディスは1775年にフィラデルフィア代表としてペンシルベニア植民地議会に出席し、1775年にペンシルベニア第3大隊に少佐として入隊した。メレディスはアメリカ独立戦争においてトレントンの戦い、プリンストンの戦い、ブランディワインの戦い、ジャーマンタウンの戦いなど多くの戦いに参加し、13植民地の独立に貢献した。メレディスはその勇敢な戦いぶりが称えられ、1777年4月5日に准将に昇進した。その後1778年にメレディスは軍隊を辞職し、商業の世界に復帰した。

### 政治への参加
メレディスは1778年から1783年までペンシルベニア植民地会議で代表を3期務め、1786年から1788年までは大陸会議にペンシルベニア代表として参加した。その後メレディスはフィラデルフィア港の監督官を1年弱務めた後、1789年に第1回アメリカ合衆国議会が招集されるとメレディスはジョージ・ワシントン大統領からアメリカ合衆国財務官として指名を受けた。メレディスは就任直後、合衆国に2万ドルを融資し、その後12万ドルを追加融資した。メレディスは1801年まで財務官を務めたが、融資した資金は払い戻されなかった。
1817年、メレディスはペンシルベニア州ウェイン郡で死去した。メレディスの遺体は同郡にあるメレディス一家の個人墓地に埋葬された。

## 家族
メレディスは1772年5月19日にマーガレット・キャドワレイダー (Margaret Cadwalader) と結婚した。メレディス夫妻は6人の子供をもうけた。